# Tocasta
Tocasta é um gênero de traça pertencente à família Agonoxenidae.